# سيمون ثورنتون
سيمون ثورنتون (بالإنجليزية: Simon Thornton)‏ هو لاعب غولف أيرلندي، ولد في 18 مارس 1977 في برادفورد في المملكة المتحدة.

## وصلات خارجية
- سيمون ثورنتون على موقع رابطة أوروبا للاعبي الغولف المحترفين (الإنجليزية)
- سيمون ثورنتون على موقع التصنيف العالمي الرسمي للغولف (الإنجليزية)